# Sentinel Rock
Ne doit pas être confondu avec Sentinel Dome.
Sentinel Rock est un pic granitique de la vallée de Yosemite, en face des chutes de Yosemite, et à 1,1 km du Sentinel Dome. Sa voie d'escalade la plus connue est la Steck-Salathé en face nord (500 m, 5.9/5.10), gravie par Allen Steck et John Salathé du 30 juin ou 4 juillet 1950, et célèbre pour ses fissures et cheminées. Pour Steve Roper : « Tout montagnard a des voies favorites où il revient invariablement. Il peut s'agir d'escalades courtes et faciles qui sont des introductions agréables pour les débutants, ou de classiques faites tous les ans comme préparation en début de saison. Mais rares sont les voies qui attirent les grimpeurs expérimentés pour des ascensions répétées tout au long de leur carrière La longue et difficile face nord de Sentinel Rock au Yosemite est de celles-ci. »

## Œuvres

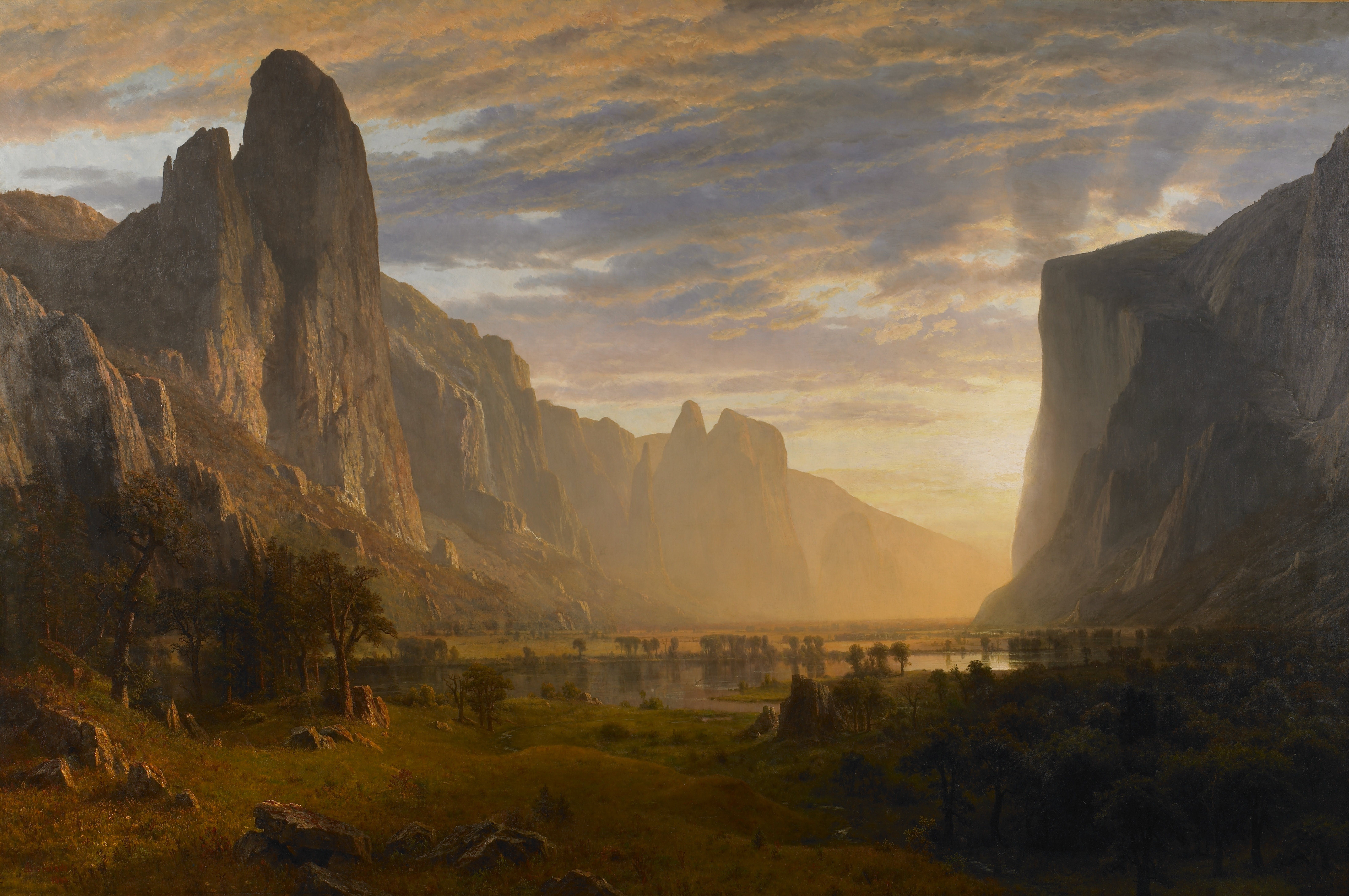
Albert Bierstadt, Looking Down Yosemite Valley, California, 1865
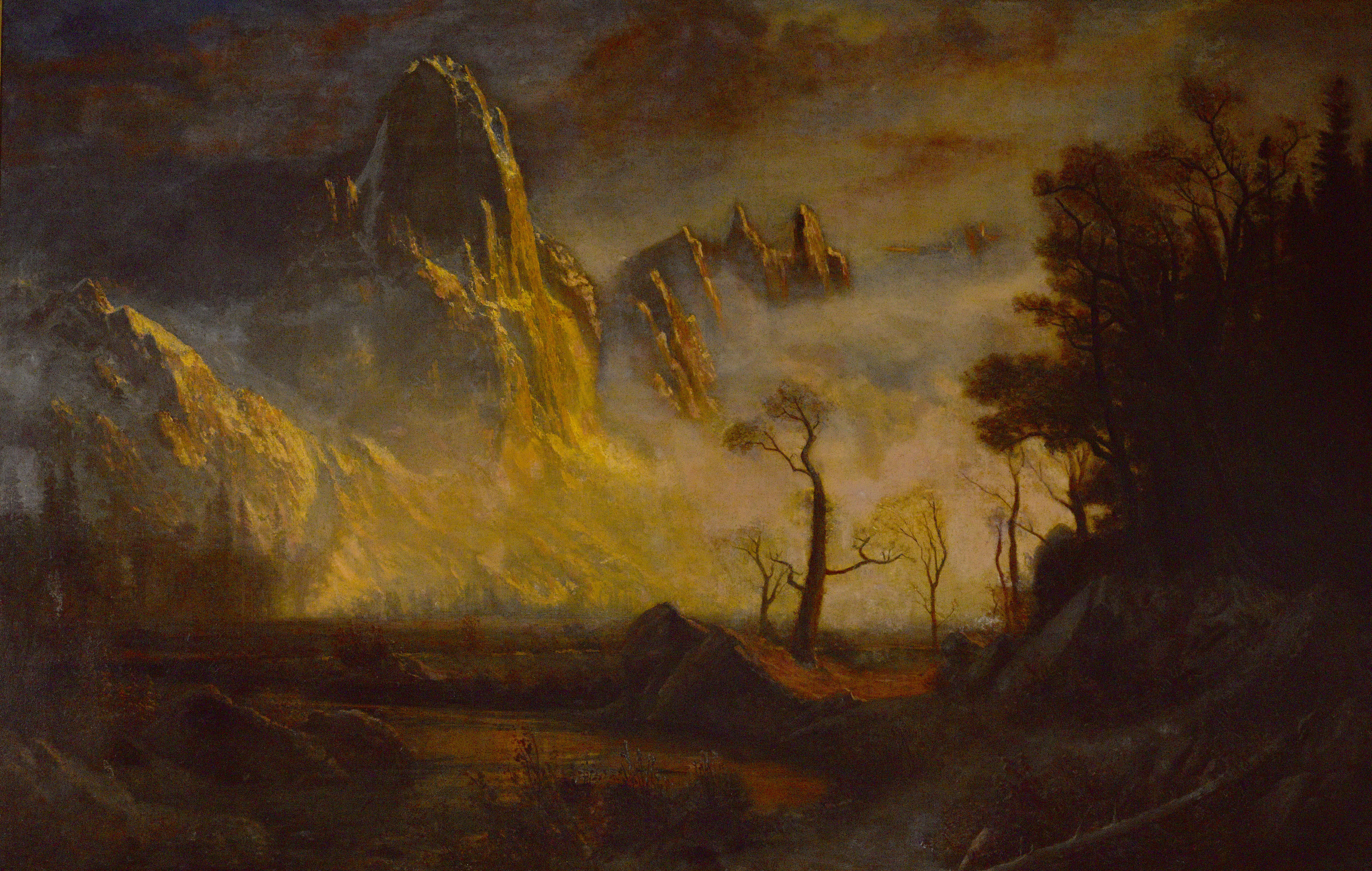
Albert Bierstadt, Early Snow in Yosemite Valley, Sentinel Rock, vers 1870
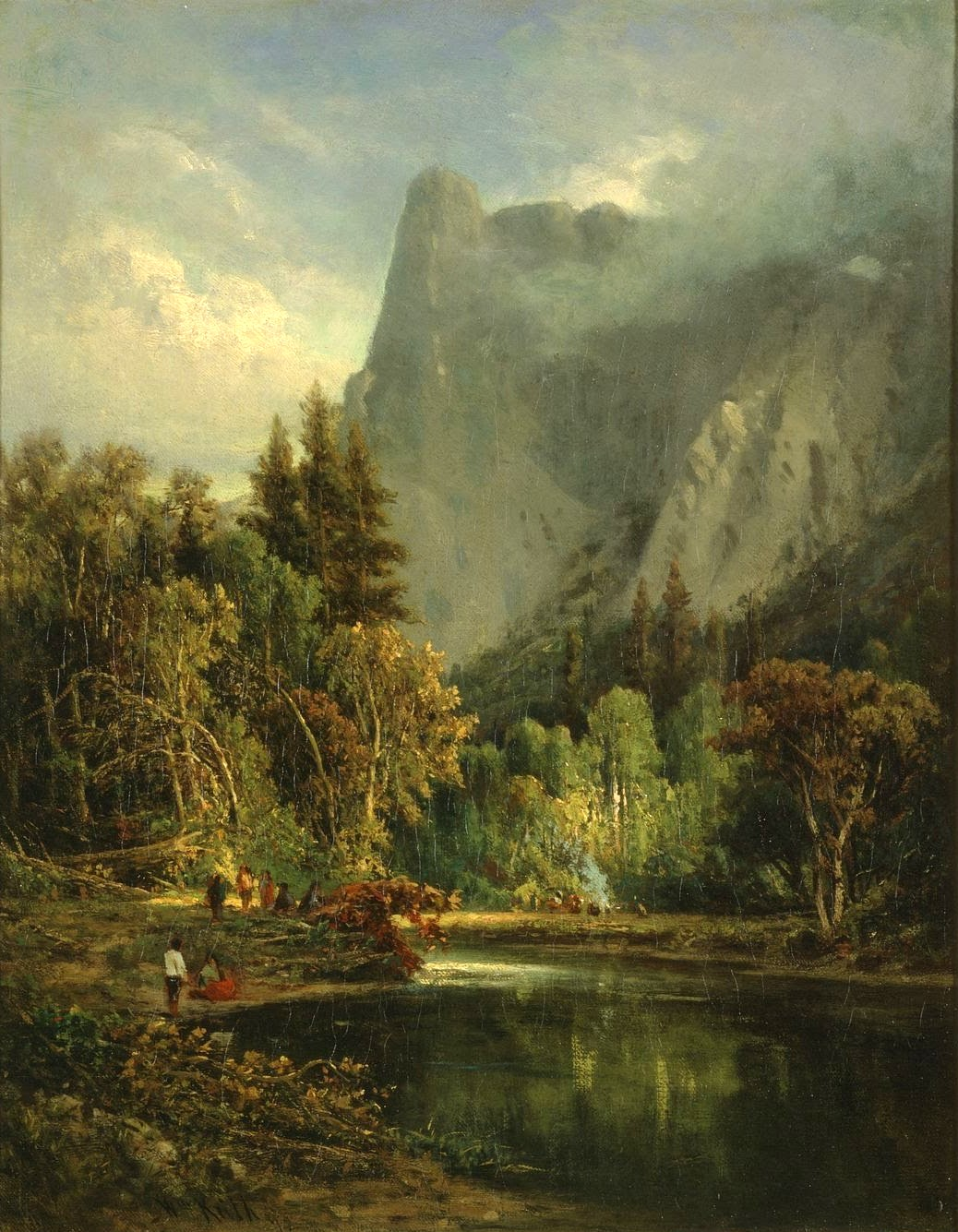
William Keith, Yosemite, Sentinel Rock, 1872
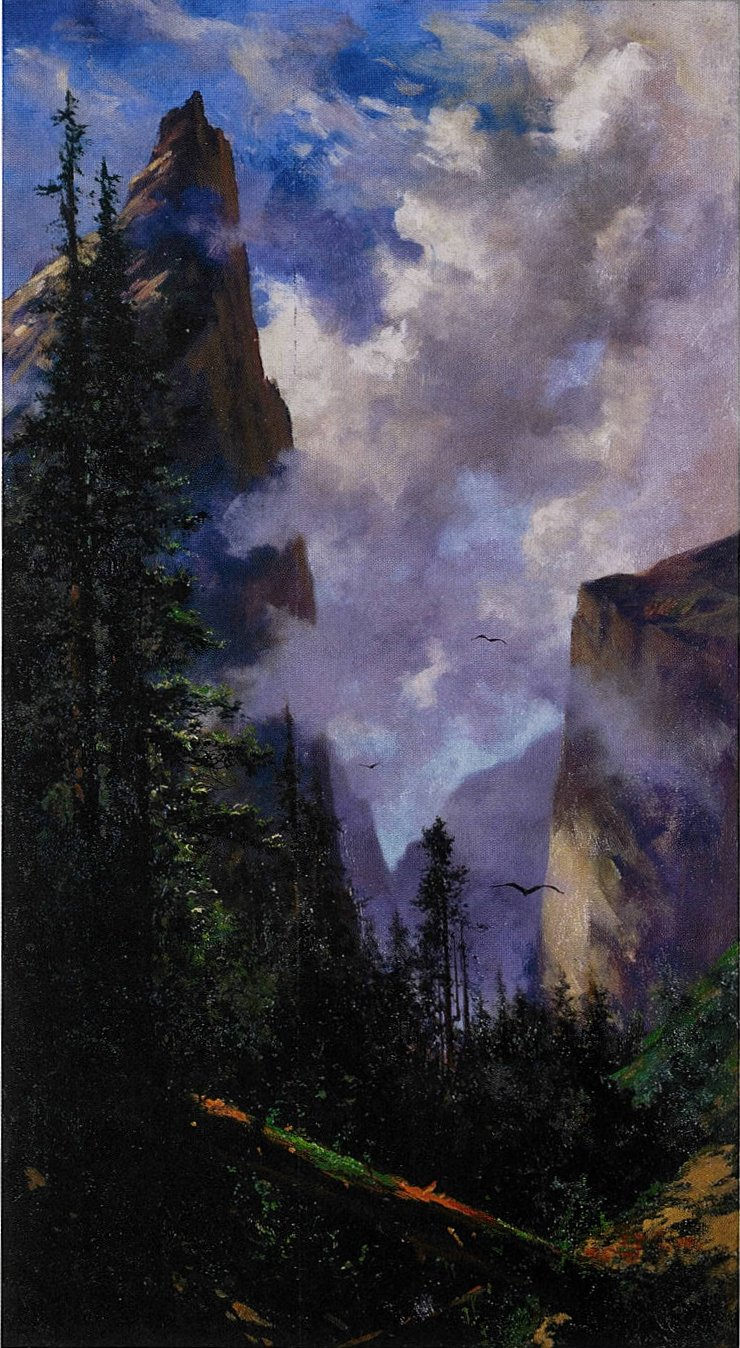
Jules Tavernier, Sentinel Rock, 1886
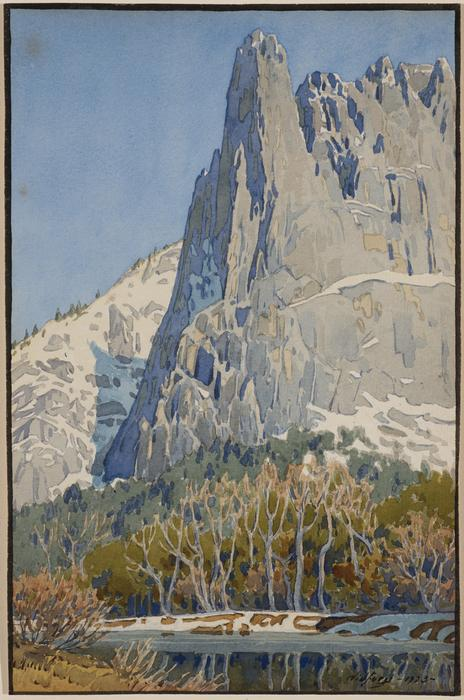
Gunnar Widforss, Sentinel Rock, sans date